# Liesbeth Echteld

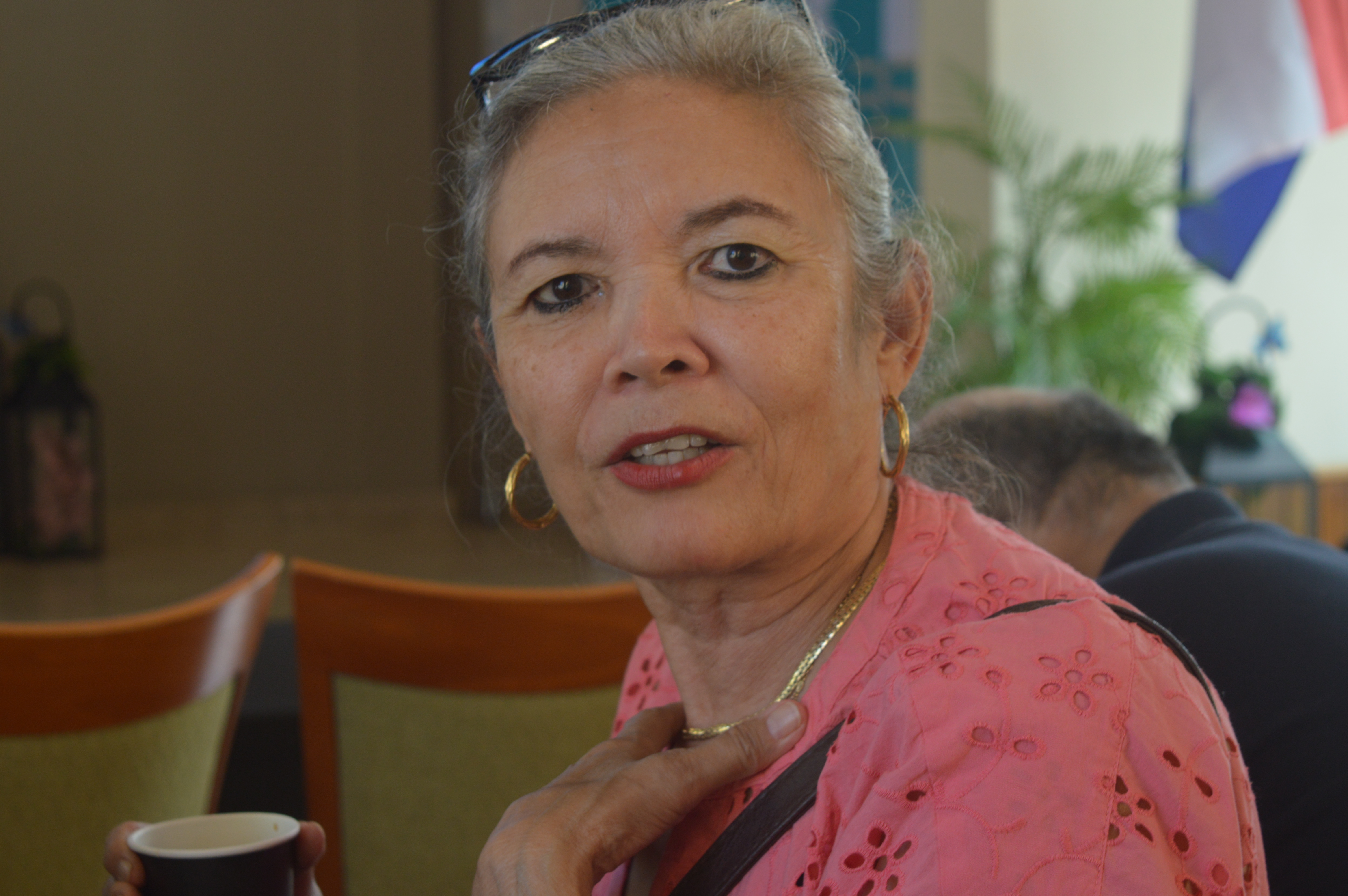
Liesbeth Echteld, bij de CARAN-conferentie, Aruba, december 2023

Elisabeth (Liesbeth) Agnes Maria Echteld (Amsterdam, 24 oktober 1959) is een Nederlands-Curaçaose letterkundige en hoogleraar, werkzaam aan de University of Curaçao.

## Opleiding
Liesbeth Echteld werd in Amsterdam geboren als dochter van de taalkundige Johannes Julius Marius Echteld. Zij volgde van 1972 tot 1978 het gymnasium α, aan het Fons Vitae Lyceum te Amsterdam. Van 1978 tot 1984 studeerde zij Spaanse taal- en Letterkunde aan de Rijksuniversiteit Leiden met als bijvak Creolistiek. In 1999 promoveerde zij in de Spaanse taal- en Letterkunde aan de Universiteit van Utrecht op een proefschrift over de vroege Spaanstalige literatuur van de Nederlandse Antillen: Literatura en español en Curazao al cambio del siglo. En busca de textos desconocidos de la segunda mitad del siglo XIX y de las primeras décadas del siglo XX.

## Werk
Van 1984 tot 1986 werkte Echteld als docente Spaans aan het Rijksopleidingsinstituut (ROI) te Den Haag, daarna in 1988-1989 op het Peter Stuyvesant College (nu Kolegio Alejandro Paula) te Curaçao. Van 1990 tot 2005 was zij docente Spaans en docente literatuur, mentor, leerlingbegeleider-bovenbouw, profielcoördinator Cultuur & Maatschappij en Innovatiecoördinator op het Maria Immaculata Lyceum (MIL), eveneens te Curaçao.
In 1996-1997 was zij lid van de werkgroep voor het samenstellen van de kerndoelen en het vakleerplan voor het vak Spaans, te Curaçao, in opdracht van het Bureau Antilliaanse Basisvorming (BAB). Vervolgens in 1999-2000 lid van de werkgroep voor het samenstellen van de eindtermen voor het vak Spaans in het havo/vwo Nieuwe Stijl, in opdracht van het Departement van Onderwijs van de Nederlandse Antillen (MPIE) en van 2000-2001 voorzitter van de groep vakleerplanontwikkelaars van hetzelfde project.
In 2012 werd zij benoemd tot Wetenschappelijk hoofdmedewerker (Lecturer) aan de University of Curaçao (UoC). Van 2006 tot 2021 was zij Decaan van de Algemene Faculteit van de UoC, sinds 2014 ook Waarnemend Rector van de UoC.
Als onderzoeker richt zij haar focus op het Nederlands-Caribische gebied, in het bijzonder de Spaans-, Papiaments- en Nederlandstalige literatuur en literatuurgeschiedenis, waarbij haar onderzoek theoretisch gericht is op literair-historische periodisering, canonvorming en literatuuronderwijs.
Onderzoek en wetenschappelijke publicaties leidden ook tot de uitgave - samen met anderen - van de tweedelige literatuurleergang Kadans voor geïntegreerd literatuuronderwijs voor zes talen (Nederlands, Papia- mentu, Engels, Spaans, Frans en Duits) bestemd voor Caribisch Nederland. Vanuit theoretisch en methodologisch standpunt was hier sprake van recentrage, ofwel een perspectiefwenteling van Europese literatuurgeschiedenis naar literatuur vanuit een Caribisch gezichtspunt. Deze toepassing van eigentijdse literatuurtheorie gecombineerd met contemporaine didactische lijnen, leverde ook een dubbele innovatieprijs op.
Tot 1 februari 2021 gaf zij als decaan van de Algemene Faculteit mede vorm aan de 4 bachelor- en 4 professional masteropleidingen Papiamentu, Engels, Nederlands en Spaans, en bovendien de lerarenopleiding Funderend Onderwijs (LOFO). Deze laatste opleiding is in 2006 op verzoek van de toenmalige landelijke en eilandelijke overheid vanuit de voormalige Akademia Pedagógiko Kòrsou (APK) met de University of Curaçao gefuseerd en in de Algemene Faculteit geïncorporeerd, een traject waar Echteld nauw bij betrokken was.
Op 24 februari 2022 aanvaarde zij haar benoeming tot hoogleraar aan de Algemene Faculteit van de University of Curaçao op de leerstoel Literatuurwetenschap en literatuurgeschiedenis, in het bijzonder met betrekking tot lokale literaturen en Caraïbische literatuur, als opvolger van prof. Wim Rutgers.
Liesbeth Echteld is redactielid van een wetenschappelijke reeks uitgaven van de papers van de jaarlijkse Eastern Caribbean Islands Cultures Conference, ECICC, een samenwerkingsverband tussen de UoC, de University of Puerto Rico, Recinto de Río Piedras, de University of the West Indies, en de Universiteit van Aruba. Ook was zij redactielid van het Caribisch cultureel-maatschappelijke blad Kristòf (1993-2025). Sinds 2015 is zij ook redactielid van de bundels van de Caribische Associatie voor de Neerlandistiek (CARAN). Verder schreef zij bijdragen voor het Antilliaanse dagblad Amigoe.

## Maatschappelijke dienstverlening
Van 2002 tot 2010 was Liesbeth Echteld bestuurslid van de Fundashon Editorial Sembra Buki, een uitgeverij van kinderboeken, die voornamelijk ter beschikking komen voor Antilliaanse jongeren, in Caribisch Nederland en elders.
Van 2011 tot 2015 was zij medeoprichter en bestuurslid van de Youth Empowerment Curaçao, ten behoeve van kinderen in een achterstandspositie m.b.t. kansen in het leven onder andere in de wijk Souax.
Sinds 2012 is zij medeorganisator van het project 'Canonvensters van de geschiedenis van Curaçao', een project van de University of Curaçao in samenwerking met het Nationaal Historisch Archief Curaçao.
Van 2015 tot 2018 was Liesbeth Echteld medeoprichter en bestuurslid van de Stichting Kunst Geerdine Kuijpers, ten behoeve van promotie, tentoonstellingen, filmproductie m.b.t. de kunstenares. 

## Onderscheidingen
- 2006 - Hoogste innovatieprijs van het Innovatiecentrum Curaçao voor het boek, Kadans, Literatuurgeschiedenis, FPI, (trofee en geldprijs) als resultaat van de innovatiecompetitie 2006.
- 2003 - FPI: Nominatie Innovatieprijs van Innovatiecentrum Curaçao voor Kadans, Literaire ontwikkeling en literaire begrippen, (trofee en geldprijs).

## Boekpublicaties
- 1999 - L. Echteld, Literatura en español en Curazao al cambio del siglo. En busca de textos des- conocidos de la segunda mitad del siglo XIX y de las primeras décadas del siglo XX. Proefschrift Utrecht.

- 2002 - Ronnie Severing, Wim Rutgers, Liesbeth Echteld, Kadans, Literaire ontwikkeling en literaire begrippen. Curaçao: Fundashon pa Planifikashon di Idioma. (herziene uitgave 2005) (met docentenhandleiding, cd’s en dvd’s voor docenten)

- 2005 - Ronald Severing, Wim Rutgers, Liesbeth Echteld, Kadans. Literatuurgeschiedenis. Curaçao: Fundashon pa planifikashon di Idioma. (met docentenhandleiding, cd’s en dvd’s voor docenten)

- 2005 - Ronald Severing, Wim Rutgers, Liesbeth Echteld, Kadans. Literaire ontwikkeling, literaire begrippen. Curaçao: Fundashon pa planifikashon di Idioma.

- 2009 - Nicholas Faraclas, Ronald Severing, Christa Weijer, Liesbeth Echteld, Liesbeth (eds.), Leeward voices: Fresh perspectives on Papiamentu and the literatures and cultures of the ABC Islands. Curaçao: UNA / FPI.

- 2009 - Nicholas Faraclas, Ronald Severing, Christa Weijer, Liesbeth Echteld (eds.), Re-centering the ‘Islands in Between’: Re-thinking the languages, literatures and cultures of the Eastern Caribbean and the African diaspora. Curaçao: Universiteit van de Nederlandse Antillen / Fundashon pa Planifikashon di Idioma.

- 2010 - Nicholas Faraclas, Ronald Severing, Christa Weijer, Elisabeth Echteld (eds.), Crossing shifting boundaries: Language and changing political status in Aruba, Bonaire and Curaçao, Volume 1. Curaçao: Fundashon pa Planifikashon di Idioma / Universiteit van de Nederlandse Antillen, Río Piedras: Universidad de Puerto Rico / University of the West Indies at Cave Hill UWI.

- 2010 - Nicholas Faraclas, Ronald Severing, Christa Weijer, Elisabeth Echteld, Marsha Hinds-Layne, Elena Lawton de Torruella (eds.), In a Sea of Heteroglossia: Pluri-Lingualism, Pluri-Culturalism, and Pluri-Identification in the Caribbean, Volume 2. Curaçao: Fundashon pa Planifikashon di Idioma / Universiteit van de Nederlandse Antillen / Río Piedras: Universidad de Puerto Rico / University of the West Indies at Cave Hill UWI.

- 2011 - Nicholas Faraclas, Ronald Severing, Christa Weijer, Elisabeth Echteld (eds.), Iguana’s Newfound Voices: Continuity, Divergence and Convergence in Language, Cuture, and Society on the ABC-Islands, Proceedings of the ECICC-conference Guyana 2010. Volume 1. Curaçao: Fundashon pa Planifikashon di Idioma / Universiteit van de Nederlandse Antillen / Recinto de Río Piedras: Universidad de Puerto Rico / University of the West Indies at Cave Hill UWI.

- 2011 - Nicholas Faraclas, Ronald Severing, Christa Weijer, Elisabeth Echteld, Marsha Hinds-Layne (eds.), Anansi’s Defiant Webs, Contact, Continuity, Convergence, and Complexity in the Languages, Literatures, and Cultures of the Greater Caribbean, Proceedings of the ECICC-conference Guyana 2010. Volume 2. Curaçao: Fundashon pa Planifikashon di Idioma / University of the Netherlands Antilles /  Río Piedras: Universidad de Puerto Rico / University of the West Indies at Cave Hill UWI. FPI/UNA.

- 2012 - Nicholas Faraclas, Ronald Severing, Christa Weijer, Elisabeth Echteld (eds.), Multiplex Cultures and Citizenships, Multiple Perspectives on Language, Literature, Education, and Society in the ABC-Islands and Beyond, Proceedings of the ECICC-conference, Grenada 2011, Volume 1. Curaçao: Fundashon pa Planifikashon di Idioma / University of the Netherlands Antilles / Río Piedras: Universidad de Puerto Rico.

- 2012 - Nicholas Faraclas, Ronald Severing, Christa Weijer, Elisabeth Echteld, Marsha Hinds-Layne (eds.), Double Voicing and Multiplex Identities: Unpacking Hegemonic and Subaltern Discourses in the Caribbean, Proceedings of the ECICC-conference, Grenada 2011, Volume 2. Curaçao: Fundashon pa Planifikashon di Idioma / University of the Netherlands Antilles / Río Piedras: Universidad de Puerto Rico.

- 2013 - Nicholas Faraclas, Ronald Severing, Christa Weijer, Elisabeth Echteld, Wim Rutgers (eds.), Researching the Rhizome: Studies of Transcultural Language, Literature, Learning, and Life on the ABC Islands and Beyond, Proceedings of the ECICC-conference, St. Thomas 2012, Volume 1. Curaçao: FPI / University of the Netherlands Antilles / Río Piedras: Universidad de Puerto Rico.

- 2013 - Nicholas Faraclas, Ronald Severing, Christa Weijer, Elisabeth Echteld, Marsha Hinds-Layne (eds.), Transcultural Roots Uprising: The Rhizomatic Languages, Literatures, and Cultures of the Caribbean, Proceedings of the ECICC-conference, St. Thomas 2012, Volume 2. Curaçao: FPI/UNA / Río Piedras: Universidad de Puerto Rico / UWI.

- 2014 - Nicholas Faraclas, Ronald Severing, Christa Weijer, Elisabeth Echteld, Wim Rutgers (eds.), Creole Connections: Transgressing Neocolonial Boundaries in the Languages, Literatures and Cultures of the ABC-Islands and the Rest of the Dutch Caribbean, Proceedings of the ECICC, Aruba 2013, Volume 1. Curaçao: FPI/UoC / Río Piedras: UPR.

- 2014 - Nicholas Faraclas, Ronald Severing, Christa Weijer, Elisabeth Echteld, Wim Rutgers (eds.), Creolization and Commonalities: Transgressing Neocolonial Boundaries in the Languages, Literatures and Cultures of the Caribbean and the Rest of the African Diaspora, Proceedings of the ECICC, Aruba 2013, Volume 2. Curaçao: FPI/UoC / Río Piedras: UPR.

- 2015 - Nicholas Faraclas, Ronald Severing, Christa Weijer, Elisabeth Echteld, Wim Rutgers (eds.), Envisioning the Greater Dutch Caribbean Transgressing geographical and disciplinary boundaries, Proceedings of the ECICC, Limón, Costa Rica 2014, Volume 1. Curaçao: FPI/UoC / Río Piedras: UPR.

- 2015 - Nicholas Faraclas, Ronald Severing, Christa Weijer, Elisabeth Echteld, Wim Rutgers (eds.), Envisioning the Greater Caribbean, Transgressing geographical and disciplinary boundaries, Proceedings of the ECICC, Limón, Costa Rica 2014, Volume 2. Curaçao: FPI/UoC / Río Piedras: UPR.

- 2016 - Ncholas Faraclas, Ronald Severing, Christa Weijer, Elisabeth Echteld, Wim Rutgers & Robert Dupey (eds.), Embracing Multiple Identities: Opting out of neocolonial monolingualism, monoculturalism and mono-identification in the Dutch Caribbean, Proceedings of the ECICC, St. Barbados 2015, Volume 1. Curaçao: UoC / Río Piedras: UPR.

- 2016 - Nicholas Faraclas, Ronald Severing, Christa Weijer, Elisabeth Echteld, Wim Rutgers & Robert Dupey (eds.), Celebrating Multiple Identities Opting out of neocolonial monolingualism, monoculturalism and mono-identification in the Greater Caribbean, Proceedings of the ECICC, Barbados 2015, Volume 2. Curaçao: UoC / Río Piedras: UPR.

- 2016 - Marta Dijkhoff, Liesbeth Echteld, Wim Rutgers & Ronald Severing (red.), Frank Martinus Arion: plantadó den kunuku kurú. Dediká na Frank Martinus Arion, El a planta pa nos kosechá, Liber Amicorum. Curaçao: University of Curaçao.

- 2016 - Wim Rutgers, Maritza Coomans-Eustatia, Henny Coomans, Elisabeth Echteld, Armando Lampe, Ronald Severing, Christa Weijer (red.), Jacobus Putman, Godsdienst, taal en onderwijs op Curaçao. Curaçao: Fundashon pa Planifikashon di Idioma / University of Curaçao.

- 2017 - Nicholas Faraclas, Ronald Severing, Christa Weijer, Elisabeth Echteld, Wim Rutgers & Robert Dupey (eds.), Archaeologies of Erasures and Silences: Recovering othered languages, literatures and cultures in the Dutch Caribbean and beyond. Proceedings of the ECICC, St. Kitts 2016, Volume 1. Curaçao: University of Curaçao / Río Piedras: University of Puerto Rico.

- 2017 - Nicholas Faraclas, Ronald Severing, Christa Weijer, Elisabeth Echteld, Wim Rutgers & Robert Dupey (eds.), Memories of Caribbean futures: Reclaiming the pre-colonial to imagine a post-colonial in the languages, literatures and cultures of the Greater Caribbean and beyond. Proceedings of the ECICC, St. Kitts 2016, Volume 2. Curaçao: University of Curaçao / Río Piedras: University of Puerto Rico.

- 2017 - Elisabeth Echteld, Eric Mijts, Wim Rutgers & Ronald Severing (red.), Taalbeleid in het Caribisch Gebied; heden en in de nabije toekomst, CARAN-conferentie 16 november 2015. Curaçao: University of Curaçao.

- 2018 - Nicholas Faraclas, Ronald Severing, Christa Weijer, Elisabeth Echteld, Wim Rutgers & Sally Delgado (eds.), Dissolving Disciplines: Tidal Shifts in the study of the languages, lit- eratures and cultures of the Dutch Caribbean and beyond. Proceedings of the ECICC, Curaçao 2017, Volume 1. Curaçao: University of Curaçao / Río Piedras: University of Puerto Rico.

- 2018 - Nicholas Faraclas, Ronald Severing, Christa Weijer, Elisabeth Echteld, Wim Rutgers & Sally Delgado (eds.), Breaking Down Binaries: Tidal Shifts in the study of the languages, literatures and cultures of the Greater Caribbean and beyond. Proceedings of the ECICC, Curaçao 2017, Volume 2. Curaçao: University of Curaçao / Río Piedras: University of Puerto Rico.

- 2019 - Nicholas Faraclas, Ronald Severing, Christa Weijer, Elisabeth Echteld, Wim Rutgers and Sally Delgado (eds.), Creative Contradictions: Unsettling resonances in the study of the languages, literatures and cultures of the Dutch Caribbean and beyond. Proceedings of the ECICC, Aruba 2018. Volume 1. Curaçao: University of Curaçao / Río Piedras: University of Puerto Rico.

- 2019 - Nicholas Faraclas, Ronald Severing, Christa Weijer, Elisabeth Echteld, Wim Rutgers and Sally Delgado (eds.), Positive Interferences: Unsettling resonances in the study of the languages, literatures and cultures of the Greater Caribbean and beyond. Proceedings of the ECICC, Aruba 2018. Volume 2. Curaçao: University of Curaçao / Río Piedras, University of Puerto Rico.

- 2019 - Philomena van Veen, Elisabeth Echteld, Wim Rutgers & Ronald Severing, Fridi Martina in good company. Een meertalige bloemlezing met gedichten, liedteksten en monologen van Fridi Martina. Curaçao: Carib Publishing.

- 2020	- Nicholas Faraclas, Ronald Severing, Christa Weijer, Elisabeth Echteld, Wim Rutgers (eds.), Navigating Crosscurrents: Trans-linguality, Trans-culturality and Trans-identification in the Dutch Caribbean and beyond. Volume 1. Curaçao: FPI / University of Curaçao, Río Piedras: Universidad de Puerto Rico.

- 2020 - Nicholas Faraclas, Ronald Severing, Christa Weijer, Elisabeth Echteld, Wim Rutgers (eds.), Negotiating Crosswinds: Trans-linguality, Trans-culturality and Trans-identification in the Greater Caribbean. Volume 2. Curaçao: FPI / University of Curaçao / Río Piedras: Universidad de Puerto Rico.

- 2023 - Wim Rutgers - Vijf decennia Caribische literatuurstudie. Liber amicorum. Ronald Severing, Liesbeth Echteld, Eric Mijts (red.). Curaçao: SWP.